# Lee jeans

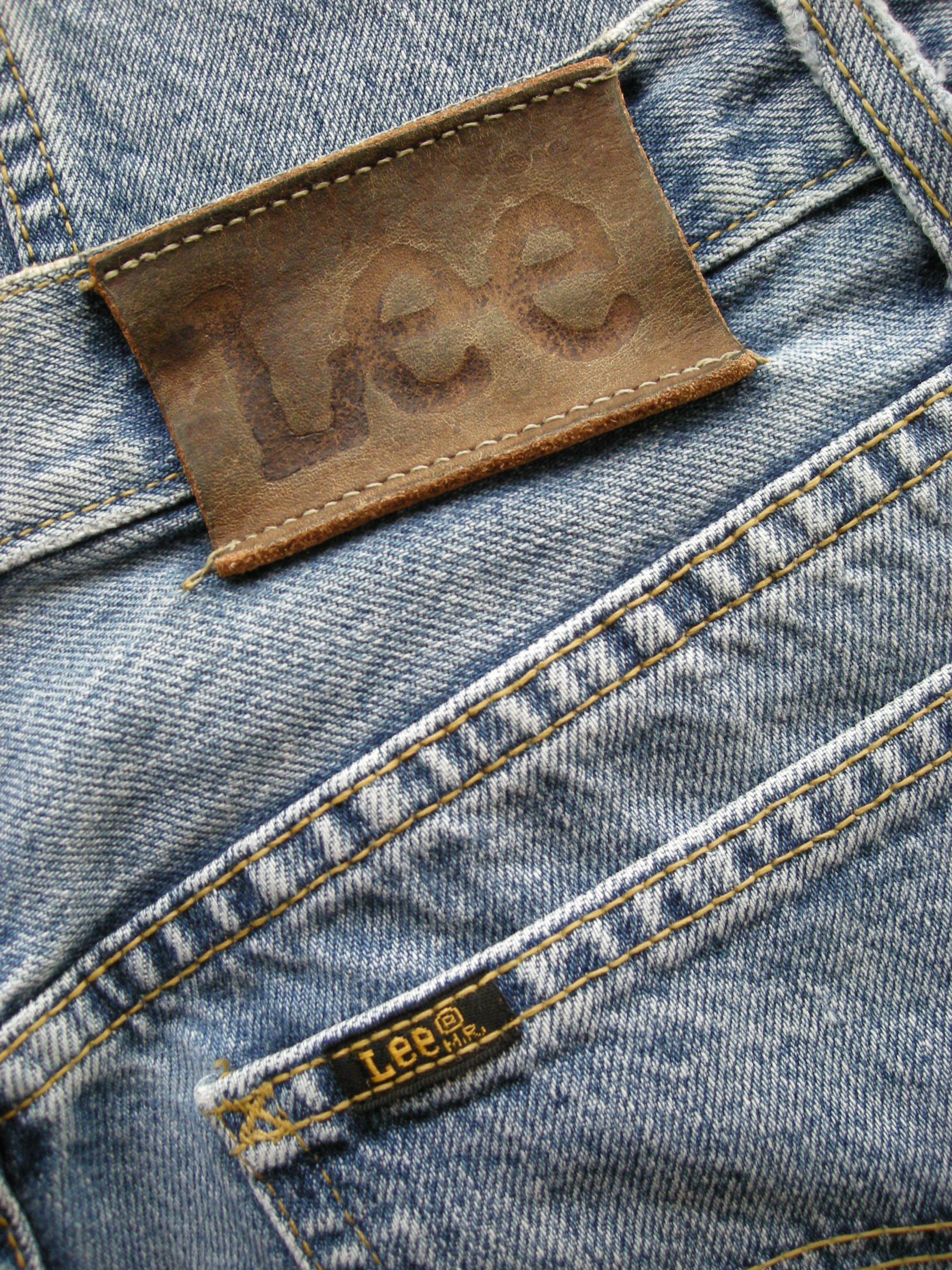

Lee jeans är ett jeansmärke som började tillverkas 1889 i Salina, Kansas.
Tillverkningsföretaget H.D. Lee Merkantile Company grundades 1889 av Henry David Lee, född 1849, och var ursprunglien en diversehandel.